# Falloidina
La falloidina è una micotossina del gruppo delle fallotossine e presente in alcune specie di funghi velenosi appartenenti al genere Amanita, in particolare nell'Amanita phalloides.

## Tossicologia
La falloidina è un "ciclo-peptide" che provoca una sindrome gastrointestinale e danni epatici causando il blocco della sintesi proteica attraverso l'inibizione della trascrizione del DNA negli epatociti.
Dal punto di vista della struttura molecolare, la falloidina è abbastanza simile all'amanitina, un altro ciclo-peptide presente in alcune specie fungine fra cui la già citata Amanita phalloides.
A livello del citoscheletro cellulare polimerizza e stabilizza i microfilamenti di actina, impedendo in questo modo i movimenti citoplasmatici.

## Antidoti
In letteratura è previsto l'utilizzo di N-acetilcisteina ("Fluimucil" o "Hidonac", quest'ultimo più maneggevole dal punto di vista terapeutico perché confezionato in flaconi di maggior contenuto).